# Натонек, Вольфганг
Вольфганг Натонек (нем. Wolfgang Natonek; 3 октября 1919, Лейпциг — 21 января 1994, Гёттинген) — немецкий филолог и педагог, активист студенческого оппозиционного движения в Восточной Германии конца 1940-х годов. Был репрессирован советской администрацией, несколько лет провёл в тюрьмах ГДР. После амнистии жил в ФРГ, занимался филологией, школьным преподаванием и правозащитой.

## Потомственный либерал и нацистские преследования
Родился в семье известного либерального публициста. Правнук секешфехерварского раввина. Ханс Натонек, отец Вольфганга Натонека, был постоянным автором журнала Die Weltbühne, запрещённого нацистским режимом. В 1935 году ему пришлось эмигрировать из Германии. Вольфганг Натонек в Третьем рейхе был поражён в правах и являлся лицом без гражданства.
В 1938 году Натонек окончил ветеринарное училище. В 1940 году был призван в вермахт, но вскоре отчислен из части как «недостойный носить оружие» и направлен на принудительные работы. В 1945 году он помог побегу троих советских военнопленных.

## Студенческий лидер и коммунистические репрессии
После окончания Второй мировой войны Вольфганг Натонек оказался в советской зоне оккупации. В 1946  году поступил в Лейпцигский университет. Учился на филолога. Являлся активистом Либерально-демократической партии, состоял в партийном руководстве, возглавлял университетскую парторганизацию. В 1947 году избран председателем студенческого совета.
Натонек отстаивал автономию университета от политического контроля СЕПГ. В мае 1948 году на студенческом фестивале он призвал сохранять независимость науки и образования от идеологического диктата.

Раньше не могли учиться те, у кого не было бабушки-арийки. Мы не хотим, чтобы теперь был лишён права учиться тот, у кого нет бабушки-пролетарки.

Вольфганг Натонек

Представители советской администрации «не рекомендовали» Лейпцигскому университету избирать Натонека в студенческий совет. Партийная печать СЕПГ подвергала его массированным нападкам. Однако весной 1948 году он вновь стал председателем студенческого совета.
11 ноября 1948 года Вольфганг Натонек был арестован органами МГБ. Вместе с ними подверглись репрессиям ещё двадцать студенческих активистов. Натонек предстал перед советским военным трибуналом и в марте 1949 года был приговорён к 25 годам заключения (на основе тогдашнего законодательства РСФСР). Отбывал срок в спецлагерях МВД СССР Баутцена (до 1945 нацистская тюрьма для политических противников) и Торгау (до 1945 тюрьма вермахта). В Баутцене Натонек познакомился с известным писателем и историком Вальтером Кемповским, между ними установилось творческое сотрудничество.
Арест Вольфганга Натонека и его товарищей имел двойственные последствия. С одной стороны, был подан сигнал жёсткого подавления оппозиционных настроений в легальных структурах. Но этим был дан стимул к усилению подпольного сопротивления. В том же Лейпцигском университете вскоре после событий 11 ноября 1948 года возникла подпольная Группа Бельтера.

## Преподаватель-правозащитник
В 1956 году, на фоне нормализации отношений между СССР и ФРГ, Натонек был освобождён по амнистии. Он переехал в ФРГ, закончил филологическое образование в Гёттингенском университете. Работал учителем истории в гёттингенской гимназии. Занимался правозащитной деятельностью, публиковал документы о политических репрессиях в ГДР и положении восточногерманских политзаключённых.
После падения коммунистического режима в ГДР Вольфганг Натонек сделался крупным морально-политическим авторитетом восточногерманского студенчества. В феврале 1990 года организация молодых либералов ГДР избрала его почётным председателем. В 1992 году, после воссоединения Германии, Вольфганг Натонек получил звание адъюнкт-профессора. При этом отмечалась его «твёрдость в отстаивании академической и политической свободы».

## Кончина и память
Вольфганг Натонек скончался в возрасте 74 лет. День его кончины совпал с 70-й годовщиной смерти Ленина — при том, что родился Натонек ровно за 71 год до ликвидации ГДР.
В 1996—2000 годах при Фонде Фридриха Науманна функционировала Академия Вольфганга Натонека. С 1996 года в Лейпцигском университете присуждаются премии Натонека. Именем Вольфганга Натонека в 2001 году названа одна из улиц Лейпцига.